# Jerusalem (vírus de computador)
Jerusalem é um vírus de computador para sistemas DOS. Foi detectado pela primeira vez em Jerusalém, Israel,  em outubro de 1987. Este provavelmente é o motivo de seu nome.

## Características
O vírus permanece residente em memória (utilizando 2KB de memória), infectando todos os ficheiros em execução com exceção do COMMAND.COM. Os ficheiros .COM aumentam 1813 bytes quando infectados pelo Jerusalem e não voltam a ser infectados. Os ficheiros .EXE aumentam entre 1808 a 1823 bytes sempre que são infectados. O vírus re-infecta os ficheiros .EXE sempre que estes são executados, até que tenham um tamanho que não possam ser carregados em memória.

## Variantes
- Jerusalem.1244
- Jerusalem.1808.Standard
- Jerusalem.Mummy.1364.a
- Standard.Var
- Standard.AA33CCDDEE
- Standard.UMsDos
- Standard.null
- Standard.Nocommand
- Jan25
- a
- Anarkia.2
- Puerto
- Spanish
- Messina
- ffd
- 1af
- Critical
- Flag_ee,
- *a204*
- Frère2
- Frère3
- 2e7
- Not13
- b0f
- Phenomen
- 52f
- 7c01
- 6d46
- JVT1
- J
- Friday15
- 3503
- Feb-7th
- Nov30
- sUMFDos
- SKISM
- 5a4
- 65d6
- BSA
- Dragon.
- Lee Morton's Lover
- trojan